# 上田市立東小学校

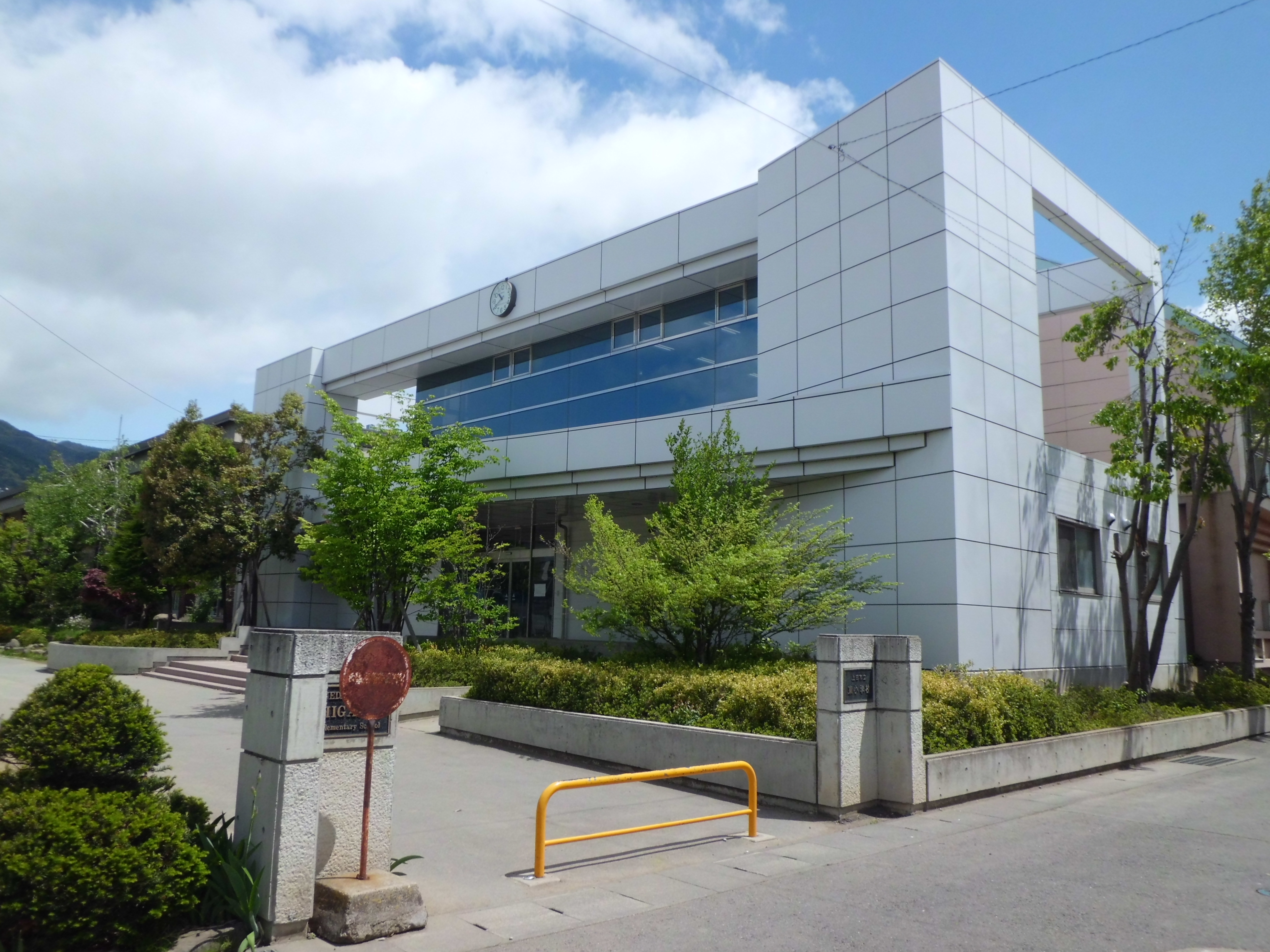
上田市立東小学校

上田市立東小学校（うえだしりつ ひがししょうがっこう）は、長野県上田市にある公立小学校。
旧・上田市地区の市街地東部・主に旧小県郡常入村地区を学区としている。

## 概要・歴史

### 進新学校・常入学校が置かれていた頃まで
1872年の学制頒布により翌1873年には小県郡房山村に明倫学舎が、同郡踏入村には成明学校が設置される。1874年には明倫学舎が進新学校と改称し1876年には常田村と踏入村の合併で常入学校と改称したが1886年に小県郡上田町・常磐城村の小学校と合併し上田学校が発足すると常入学校は廃止。進新学校は房山分教場となる。しかし1889年に常入村が上田町に合併されると房山分教場は廃止された。結果町立上田尋常小学校男子校・女子校（1895年から町立上田尋常高等小学校となる）への登校を余儀無くされてしまう（従って2校は前身に含めず略年表に記載されない）。

### 消滅から分校設置以降
1889年の房山分教場消滅から27年経った1916年、町立上田男子尋常高等小学校は市街地東部が近い将来開発されるのを見越して本校の東校舎を設置する事にした。結果27年不便を強いられていた旧常入村地区の住民は大いに喜んだという。1919年に市立上田男子尋常高等小学校の東校として独立。1922年の上田市立尋常高等小学校の発足で尋常科のみ収容の東校となり女子も収容する。1941年に上田市立東尋常小学校として完全独立、上田市立東国民学校から高等科分置を経て1947年の学制改革により上田市立東小学校と改称した。
校舎は設置から改称まで上田市立商工学校が置かれていた地にあったが同地に上田市立第一中学校が移転したのに伴い現在地に移転している。

## 略年表
- 1916年 - 町立上田男子尋常高等小学校の東校舎として開校。
- 1919年 - 市立上田男子尋常高等小学校東校として独立。
- 1922年 - 上田市立尋常高等小学校東校と改称。女子も収容。
- 1941年 - 上田市立東尋常小学校として独立するもすぐ上田市立東国民学校と改称。
- 1946年 - 上田市立中央国民学校（旧本校・高等小学校→中央尋常高等小学校）から高等科を分置される。
- 1947年 - 学制改革の第1弾6・3制施行により上田市立東小学校と改称。
- 1948年 - 現在地に校舎を移転。

## 学校所在地
- 〒386-0014　長野県上田市材木町1丁目10番13号